# Socha svatého Jana Nepomuckého (Výprachtice)
Klasicistní pískovcová svatého Jana Nepomuckého se nalézá před budovou obecního úřadu  v centru obce Výprachtice v okrese Ústí nad Orlicí. Socha je od roku 1958 chráněna jako nemovitá kulturní památka ČR.

## Historie
Socha svatého Jana Nepomuckého byla postavena nákladem Josefa Reslera, chalupníka z čísla p. 20 ve středu vesnice nedaleko rychty č. p. 1 u cesty. 
V den svátku Jana Nepomuckého, 16. května 1793 byla socha ve Výprachticích od lanškrounského biskupského okresního vikáře Adalberta Appla, za spoluúčasti P. Jana faráře z Jabloného nad Orlicí po patřičném kázání zdejšího lokalisty P. Antonína Schwaba slavnostně posvěcena.
Při úpravě terénu a rozšiřování silnice byla socha 23. 8. 1973 pomocí strojů JZD přemístěna na nově vyzděný sokl u nového schodiště vedoucího k budově Místního národního výboru.

## Popis
Na podstavci složeném z žulových kvádrů se nalézá nízký hranolový nahoře profilováním okosený podstavec s předsazeným vypouklým čelem. Podstavec je ozdoben rámečky.
Na hranolovém podstavci stojí užší pilíř s boky ozdobenými volutami s rostlinnými a rokajovými reliéfy, zakončený nahoře vhůru obloukovitě vzepjatou profilovanou římsou ozdobenou na vrcholu reliéfní mušlí. Spodní část římsy je zdobena zubořezem a rostlinnými motivy. Čelní strana pilíře je zdobena kruhovým medailonem s jazykem světce. Medailon je orámovaný vlnovkou a zkříženými snítkami s květy. Na zadní straně pilíře se nalézá již nečitelný český dedikační nápis.
Na římse pilíře stojí na nízkém podstavci pískovcová socha  představující světce v obvyklém ikonografickém pojetí doplněného dvojicí andílků po stranách. Jeden andílek drží palmovou ratolest, druhý drží zámek a má na rtech položen prst na znamení mlčení.
Socha prošla v roce 2004 celkovou renovací.